# Eli Tolaretxipi
Eli Tolaretxipi Lerchundi (San Sebastián, 1962) è una poetessa spagnola.

## Biografia
Di madrelingua basca, ha rappresentato la Spagna nel 2012 alle Olimpiadi della cultura di Londra con la poesia Poetry Parnassus. Si è laureata all'università di Salamanca in Filologia Inglese. Vive in Avenida Ategurrieta, nel capoluogo basco di San Sebastián. Finora nessuna sua opera è stata tradotta in italiano. Ha a sua volta tradotto opere di Sylvia Plath, Adrianne Rich, Elizabeth Bishop, Menna Elfyn, Lydia Flem, Tess Gallagher e delle cantanti Marianne Faithfull e Patti Smith.

## Opere

### Libri di poesia
- Amor muerto-Naturaleza muerta (Bassarai, Gasteiz, 1999)
- Los lazos del número (Bassarai, Gasteiz, 2003)
- El especulador (Trea, Gijon, 2009)
- Edgar (Trea, Gijon, 2013)
- Mira como se hunde (inedito)
- Incidental (Trea, Gijon, 2017)

### Traduzioni
- Sylvia Plath, poesie (Mondadori, Barcellona, 1999)
- Adrienne Rich, poesie (Quimera, Barcellona, 1999)
- Elizabeth Bishop, Norte y Sur (traduzione di North and South, Igitur, Tarragona, 2002)
- Menna Elfyn, El Ángel de la celda (traduzione di Cell Angel,  Bassarai, Gasteiz, 2006)
- Lydia Flem, Cartas de amor heredadas (traduzione di Lettres d'amour en héritage, Alberdania, Irun, 2007)